# Troika (1930)
Troika ist ein deutsches Filmmelodram von Wladimir Strijewski aus dem Jahr 1930. Das Drehbuch geht auf eine Idee von Jacus zurück. Die Hauptrollen im Film sind besetzt mit Olga Tschechowa, Hans Adalbert Schlettow und Hilde von Stolz.

## Handlung
Boris ist Troikafahrer und lebt mit seiner Frau Natascha und seinem Sohn Kolka in einem kleinen Dörfchen. Das Paar führt eine glückliche Ehe und ist mit seinem Leben zufrieden. In erster Linie ist Boris damit beschäftigt, die gut situierten Gäste eines aufwendig gestalteten Zigeuner-Lokals zu chauffieren. Bei einer seiner Fahrten macht Boris die Bekanntschaft von Vera Walowa. Vera ist anspruchsvoll und der Meinung, dass ihr jeder Luxus zustehe. Trotzdem ist Boris auf den ersten Blick von dieser Frau fasziniert und erliegt ihr vollkommen. Als seine Frau ihm Vorhaltungen macht, zeigt er sich nicht etwa einsichtig oder schuldbewusst. Das Gegenteil ist er Fall, er lässt Natascha erbarmungslos im Stich und verhält sich ihr gegenüber noch gefühlloser. 
Immer öfter kommt es zu Streitigkeiten zwischen dem Paar. Als Boris nach einer dieser Auseinandersetzungen in seine Troika steigt und davonfährt, bemerkt er nicht, dass sein kleiner Sohn Kolka ihm hinterherläuft. Es ist Winter, was zur Folge hat, dass der Kleine in dieser frostigen Nacht erfriert. 
Boris ist, wie nicht anders zu erwarten, auf die Dauer nicht in der Lage, die Ansprüche einer derart verwöhnten Frau, wie Vera es ist, zu erfüllen. Sie wendet sich von ihm ab und Boris kehrt nach Hause zurück. Es ist jedoch zu viel geschehen, als dass er mit seiner Frau noch eine gemeinsame Basis finden kann. Vor allem der Tod des gemeinsamen Kindes erweist sich als Hürde, die zu hoch ist. Boris sucht die Schuld für den Verlust seines Kindes und seine zerbrochene Ehe jedoch ausschließlich bei Vera und will es ihr heimzahlen. Eine Gelegenheit ergibt sich, als er Vera und einen neuen Kavalier in seiner Troika chauffieren soll. Absichtlich lenkt er das Gefährt in einen Abgrund. Wie durch ein Wunder überlebt ausgerechnet er den Absturz. Was danach folgt, ist jedoch auch nicht besser, er verliert den Verstand und irrt durch die Weiten Russlands, während seine Frau den Weg in ein Kloster gewählt hat.
Da sowohl Publikum als auch die meisten Kritiker dieses Ende des Films als viel zu destruktiv empfanden, wurde binnen kurzer Frist eine andere Schlussversion gedreht: Boris Frau, die inzwischen im Kloster lebt, kann sich nicht dazu überwinden, ein Gelübde abzulegen und geht wieder auf ihren Mann zu, da sie erkannt hat, dass er ihre Hilfe dringend benötigt. Es gelingt beiden, ihre Liebe wiederzufinden.

## Produktion

### Dreharbeiten, Hintergrund
Die Dreharbeiten fanden in Litauen statt. Die in verschiedenen Quellen genannte Helen Steels ist identisch mit Hilde von Stolz, die 1928 unter diesem Pseudonym debütierte. Für die Filmbauten trugen Jacques Rotmil und Heinz Fenchel die Verantwortung.

### Musik im Film
- Mitternacht …
- Ach, warum war so schön diese einzige Nacht …

Die Sänger kamen vom Moskauer Künstlertheater unter der Leitung des Stanislawski-Schülers Alexander von Wiruboff. Dazu gehörte auch Maria Cebotari, deren Name zu dieser Zeit noch völlig unbekannt war und in ihrem Debütfilm noch nicht einmal genannt wurde. Cebotari tanzt in dem Film auch mit. Alexander von Wiruboff wurde im selben Jahr noch ihr erster Ehemann.

### Veröffentlichung
Nachdem der Film am 5. April 1930 einer Zensurprüfung unterzogen worden war, wurde er am 9. April 1930 in Deutschland uraufgeführt. In Bulgarien wurde er am 20. April 1930 veröffentlicht, in Argentinien am 4. Juni 1930 unter dem Titel La canción de la troika, in Portugal am 17. Juni 1930, in Ungarn am 30. August 1930, in Finnland am 1. Dezember 1930, in Dänemark am 3. Dezember 1930 unter dem Titel Trojka und in Japan am 13. Oktober 1931. Veröffentlicht wurde er zudem in Brasilien unter den Titeln Troika und alternativ Tróica. 

## Kritik
Der Autor und Kritiker Karlheinz Wendtland schrieb, dass „russische Stoffe damals beliebt“ gewesen seien. Weiter führte er aus: „Dieser Film lebt von seiner guten Milieuschilderung, wurde allerdings stumm aufgenommen und erst nachträglich mit Musik und Liedern versehen.“ […] „Die russischen Sänger sowie die Musik wurden gelobt. So schrieb die Licht-Bild-Bühne: Der Ton war rein, die Chöre und Sologesänge – besonders die Frauenstimmen – kamen ganz hervorragend zur Geltung.“